# 친니친니
《친니친니》(安娜瑪德蓮娜: Anna Magdalena)는 홍콩에서 제작된 해중문 감독의 1998년 드라마, 멜로/로맨스 영화이다. 카네시로 타케시 등이 주연으로 출연하였다.

## 출연

### 주연
- 카네시로 타케시
- 곽부성
- 진혜림

### 조연
- 장국영
- 원영의
- 장학우

## 기타
- 조감독: 허월진
- 의상: 오리로
- 감수: 종진

## 한국어 더빙 성우진(MBC)
- 안지환 - 진가부 (카네시로 타케시)
- 박지훈 - 유영부 (곽부성)
- 윤성혜 - 막민아 (진혜림)
- 김명수
- 기경옥
- 우정신
- 김호성
- 김아영
- 김용준
- 배정민
- 이상훈
- 이자옥
- 최한
- 표영재